# Janina Gavankar
Janina Zione Gavankar (/dʒəˈniːnə ɡəˈvɑːŋkər/; Joliet, Illinois, 1980. november 29. –) amerikai színésznő és zenész. Leginkább a Star Wars: Battlefront II videójátékból ismert mint Iden Versio megformálója, de látható volt számos filmben, sorozatban és színházi darabban, emellett professzionálisan képzett zenész is.

## Életpályája
Az Illinois állambeli Jolietben született indiai szülők gyermekeként: édesapja Peter Ganesh Gavankar mérnök Mumbaiból, édesanyja Mohra Gavankar, aki félig indiai, félig holland származású.
Janina Gavankar 2001 óta színészkedik, feltűnt filmekben, televíziós sorozatokban, színházban, videójátékokban és online is. 2006 óta rendszeresen látható a képernyőn. Szerepelt többek között olyan alkotásokban, mint a Titkok otthona, a True Blood – Inni és élni hagyni, az L, a Vámpírnaplók, A zöld íjász, illetve Az Álmosvölgy legendája. Emellett széles körben ismert a Star Wars: Battlefront II videójátékból, amelyben a központi karaktert, Iden Versio birodalmi tisztet alakítja. A Far Cry 4 videójátékban Amita hangját kölcsönözte. Saját bevallása szerint is rajong a videójátékokért, valamint a Csillagok háborújáért.
Zenei pályáját tekintve képzett zongorista, vokalista és ütőhangszeres. A University of Illinois at Chicago egyetemen végzett színházművészeti szakon.
Érdekesség, hogy ő volt az első színésznő, aki használni kezdte a Twittert 2006-ban.

## Filmográfia
- Birkanyírás (2002)
- Birkanyírás 2. (2004)
- Az én vérem (2005)
- L. (2007-2009)
- A pasifaló (2008)
- Csillagkapu: Atlantisz (2008)
- A Grace klinika (2008)
- A liga (2009-2015)
- NCIS - Tengerészeti helyszínelők (2009)
- Dollhouse – A felejtés ára (2009)
- The cleaner - A független (2009)
- Három folyam (2009)
- Titkok otthona (2010)
- Jelzőlámpa (2011)
- True Blood – Inni és élni hagyni (2011-2013)
- A zöld íjász (2013)
- Nem félünk a muffoktól (2013)
- Vámpírnaplók (2013)
- Gondolkozz pasiaggyal! 2. (2014)
- Laura rejtélyei (2014-2016)
- Sidney Hall eltűnése (2017)
- Az Álmosvölgy legendája (2017)
- The Morning Show (2019-2021)
- Gázos páros (2019)
- Jobb idők (2019)
- A visszaút (2020)
- Űrhadosztály (2020)
- Star Wars: Jedihistóriák (2022)

## Fordítás
- Ez a szócikk részben vagy egészben  a   Janina Gavankar című angol Wikipédia-szócikk ezen változatának fordításán alapul.  Az eredeti cikk szerkesztőit annak laptörténete sorolja fel. Ez a jelzés csupán a megfogalmazás eredetét és a szerzői jogokat jelzi, nem szolgál a cikkben szereplő információk forrásmegjelöléseként.